# Heinz Lanfermann

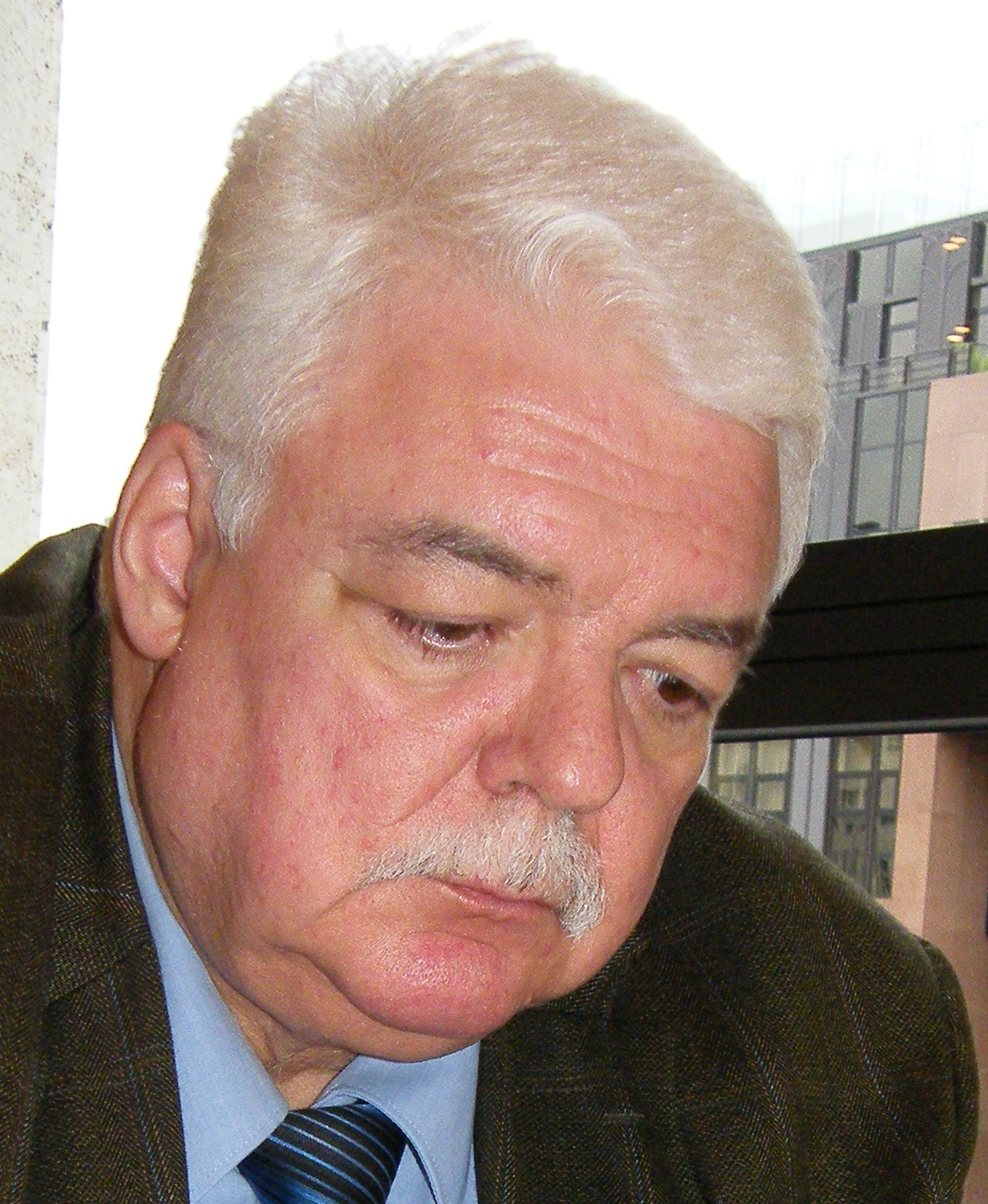
Heinz Lanfermann (2010)

Heinz Lanfermann (* 27. Mai 1950 in Oberhausen; †  21. Juni 2024 in Potsdam) war ein deutscher Politiker (FDP). Von 1996 bis 1998 war er beamteter Staatssekretär im Bundesministerium der Justiz. Von 2014 bis 2024 war er Ombudsmann der Privaten Kranken- und Pflegeversicherung.

## Leben und Beruf
Nach dem Abitur 1970 am Novalis-Gymnasium in Oberhausen absolvierte Lanfermann ein Studium der Rechtswissenschaft an der Universität Bonn, das er 1977 mit dem ersten und 1980 mit dem zweiten juristischen Staatsexamen beendete. Danach war er bis 1988 Richter am Landgericht Duisburg. Seit 1998 war er als Rechtsanwalt zugelassen. Von 1998 bis 2016 war er Mitglied des Kuratoriums der Friedrich-Naumann-Stiftung für die Freiheit. Am 1. Januar 2014 wurde er PKV-Ombudsmann und damit außergerichtlicher Streitschlichter für die private Kranken- und Pflegeversicherung. Dieses Amt hatte er bis zu seinem Tod inne.
Lanfermann war mit der Juristin Ellen Chwolik-Lanfermann (* 1954) verheiratet, die erste Präsidentin des Landgerichtes Potsdam war und Ende Februar 2020 in den Ruhestand trat.
Das Ehepaar lebte seit 2002 in Potsdam. Dort starb Heinz Lanfermann im Juni 2024 im Alter von 74 Jahren.

## Partei
Seit 1975 war Lanfermann Mitglied der FDP. Von 1992 bis 1996 war er stellvertretender Vorsitzender des FDP-Bezirksverbandes Ruhr und er gehörte von 1990 bis 1996 auch dem FDP-Landesvorstand in Nordrhein-Westfalen an. Von 2002 bis 2003 war Lanfermann zunächst Generalsekretär der FDP in Brandenburg. Von 2003 bis 2011 war er dort Landesvorsitzender. Im April 2011 trat er nicht mehr zur Wiederwahl an und wurde von Gregor Beyer als Landeschef abgelöst.

## Abgeordneter
Lanfermann war von 1988 bis 1994 Mitglied des Landtages von Nordrhein-Westfalen und war hier Sprecher der FDP-Fraktion für Rechtspolitik sowie für Arbeit, Gesundheit und Soziales. Daneben war er von 1988 bis 1990 Vorsitzender des Untersuchungsausschusses zum Gladbecker Geiseldrama.
Außerdem war er 1989 bis 1994 Stadtverordneter und stellvertretender Vorsitzender der FDP-Fraktion im Rat der Stadt Oberhausen.
Von 1994 bis zu seiner Mandatsniederlegung am 7. Februar 1996 und erneut von 2005 bis 2013 war Lanfermann Mitglied des Deutschen Bundestages. Er war Obmann der FDP-Fraktion im Ausschuss für Gesundheit und Fraktionssprecher für Pflegepolitik. Heinz Lanfermann zog 1994 über die Landesliste Nordrhein-Westfalen, 2005 und 2009 über die Landesliste Brandenburg in den Bundestag ein. Am 12. November 2009 wurde er in der FDP-Bundestagsfraktion zum Vorsitzenden des Arbeitskreises III gewählt mit den Politikfeldern: Arbeit und Soziales, Gesundheit. Ab Mai 2011 war er außerdem gesundheitspolitischer Sprecher seiner Fraktion. Bei der Bundestagswahl 2013 trat Lanfermann nicht mehr an.

## Öffentliche Ämter
Am 7. Februar 1996 wurde Lanfermann zum beamteten Staatssekretär im Bundesministerium der Justiz ernannt. Da er dafür auf sein Bundestagsmandat verzichten musste, konnte der damalige FDP-Generalsekretär Guido Westerwelle für ihn in den Bundestag nachrücken. Nach der Bundestagswahl 1998 wurde er im Oktober 1998 im Alter von 48 Jahren in den einstweiligen Ruhestand versetzt.